# حبائزه (روستا)
 حبائزه  (در عربی:  اَلحَبائزَة)
نام روستایی است در دهستان بَنُو قیَس از توابع استان حَجّه در کشور یمن در شبه جزیره عربستان.

## جمعیت
جمعیت آن (۱۱۹ ) نفر (۱۵ خانوار) می‌باشد.